# Paularo
Paularo es una localidad y comune italiana de la provincia de Udine, región de Friuli-Venecia Julia, con 2.823 habitantes.

## Evolución demográfica
| Gráfica de evolución demográfica de Paularo entre 1861 y 2001 |
|                                                               |
| Fuente ISTAT - elaboración gráfica de Wikipedia               |

## Monumentos
En el pueblo de Dierico se encuentra la iglesia de Santa María la Mayor, fundada hacia 1300. En el siglo XVI se enriqueció con los frescos de Giulio Urbanis y el retablo esculpido en madera por Antonio Tironi.